# Region radomszczański
Region radomszczański – jeden z 4 regionów w rzymskokatolickiej archidiecezji częstochowskiej.

## Dekanaty
W skład regionu wchodzi 10  dekanatów:
- Dekanat Brzeźnica nad Wartą
- Dekanat Gidle
- Dekanat Gorzkowice
- Dekanat Kodrąb
- Dekanat Kłomnice
- Dekanat Pajęczno
- Dekanat Radomsko - Najświętszego Serca Pana Jezusa
- Dekanat Radomsko - św. Lamberta
- Dekanat Rozprza
- Dekanat Sulmierzyce